# Stazione di Berlino-Frohnau
La stazione di Berlino-Frohnau (in tedesco Berlin-Frohnau) è una stazione ferroviaria di Berlino, sita nel quartiere omonimo. È posta sotto tutela monumentale (Denkmalschutz).

## Movimento
La stazione è servita dalla linea S1 e, dal lunedì al venerdì, è capolinea della linea S85 della S-Bahn.

## Interscambi
- Fermata autobus